# Грин, Дженна Ли
Дже́ннифер Ли «Дже́нна Ли» Грин (англ. Jennifer Leigh «Jenna» Green; 22 августа 1974, Уэст-Хиллз, Калифорния, США) — американская актриса и певица. Наиболее известна ролью Либби Чесслер из телесериала «Сабрина — маленькая ведьма», в котором она снялась в 75-ти эпизодах в период 1996—1999 годов.

## Избранная фильмография
| Год       |   | Русское название           | Оригинальное название      | Роль               |
| --------- | - | -------------------------- | -------------------------- | ------------------ |
| 1996—1999 | с | Сабрина — маленькая ведьма | Sabrina, the Teenage Witch | Либби Чесслер      |
| 2011      | с | Кости                      | Bones                      | Хизер              |
| 2005—2010 | с | Говорящая с призраками     | The Ghost Whisperer        | Кэрри (серия 4х16) |
| 2019      | с | Самый громкий голос        | The Loudest Voices         | Ирена Бриганти     |